# 알베르토 프리손
알베르토 프리손(이탈리아어: Alberto Frison, 1988년 1월 22일 ~ )은 골키퍼로 뛰는 이탈리아의 축구 선수이다.